# Analemmatische Sonnenuhr

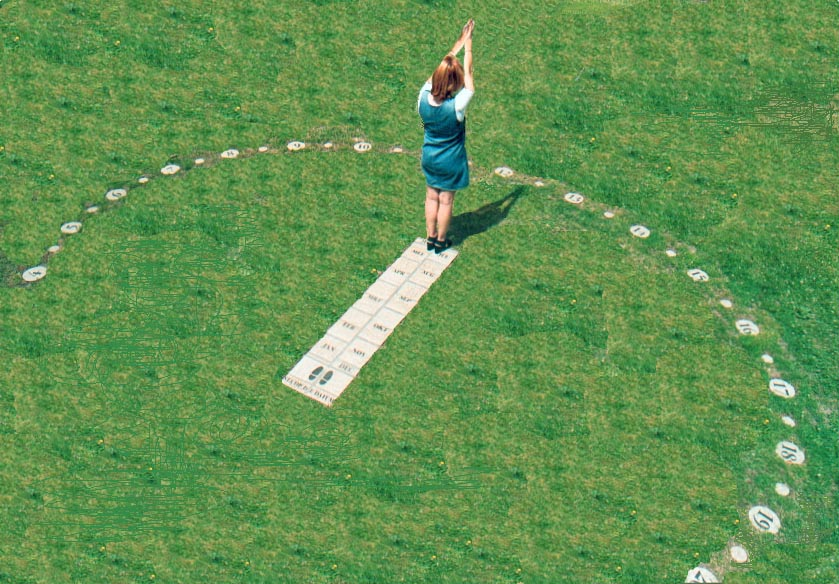
Moderne analemmatische Sonnenuhr

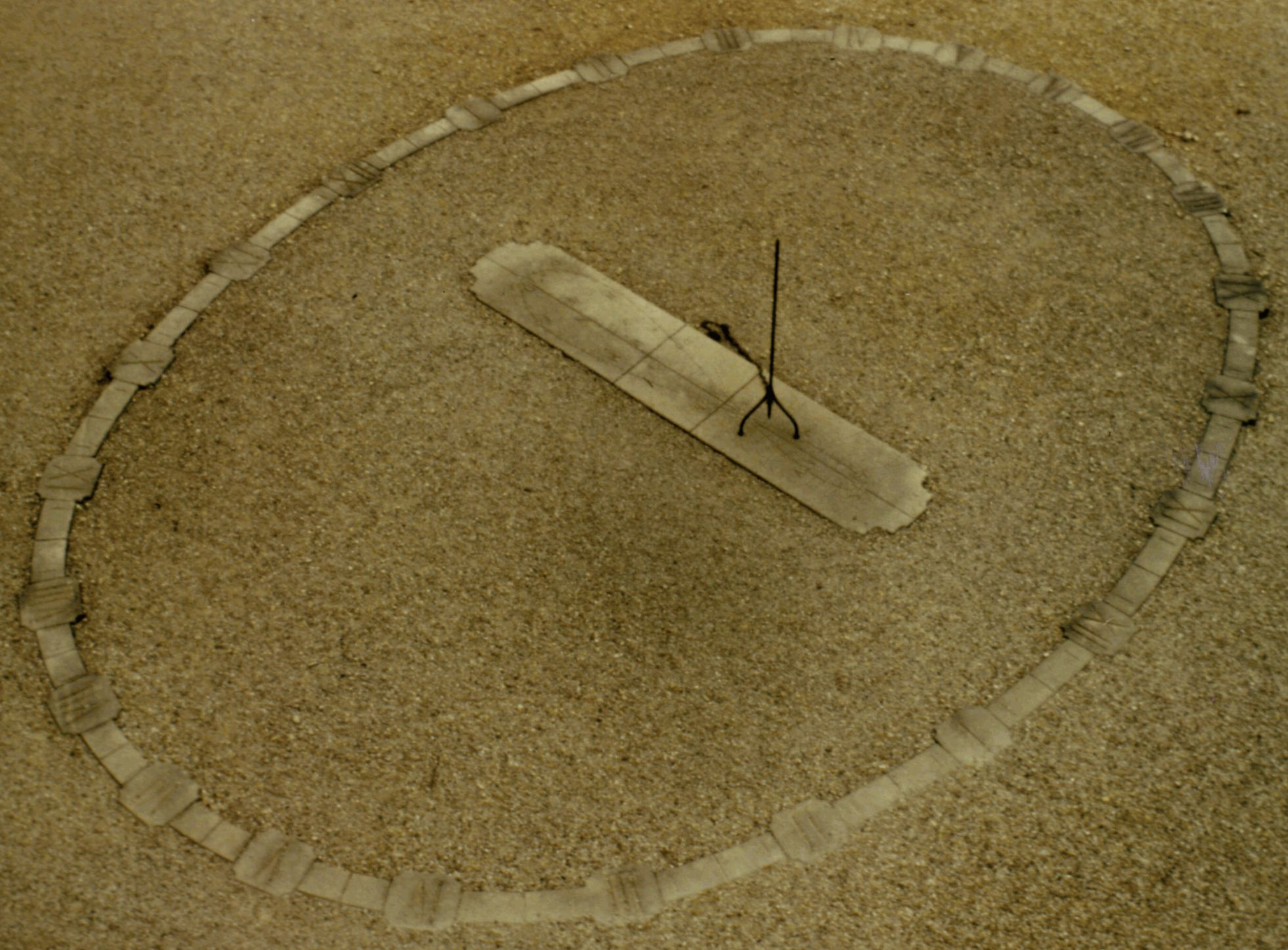
Historische analemmatische Sonnenuhr in Brou,
Schattenstab angekettet

Analemma des Vaulezard

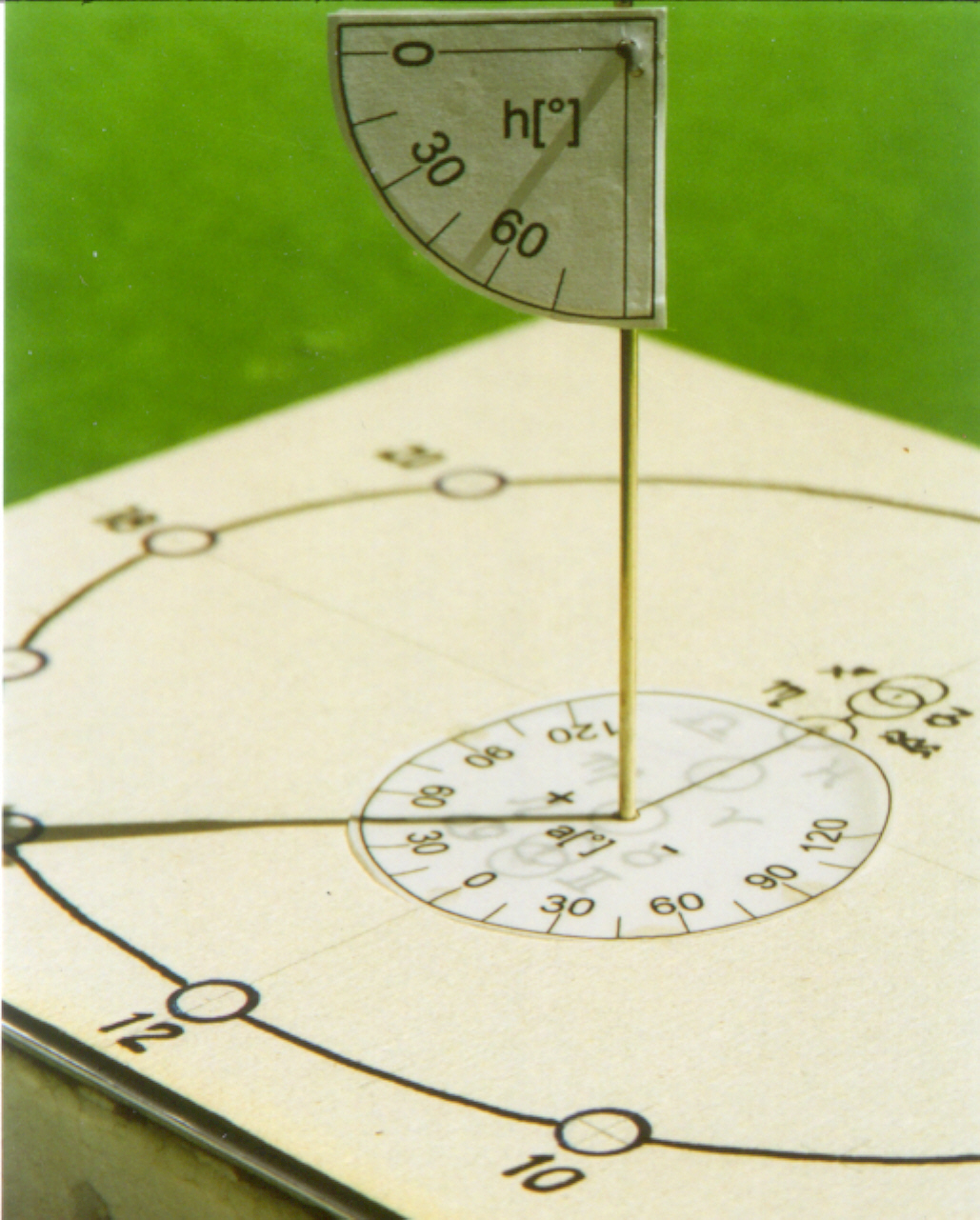
Modell einer analemmatischen Sonnenuhr
Besonderheit: zusätzliche Anzeigen von Azimut (Winkelskala am Stab-Fußpunkt) und Höhenwinkel (einstellbare Vorrichtung am Stab)

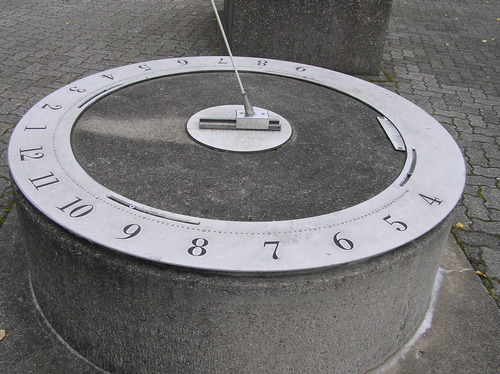
Analemmatische Sonnenuhr nach Foster und Lambert, Muttenz/CH

Die analemmatische Sonnenuhr gehört zur Kategorie der Azimutalen Sonnenuhren.

## Gebrauch
Die gebräuchliche Ausführung hat auf dem Boden ein elliptisches Zifferblatt. Auf der kleinen Ellipsenachse wird ein vertikaler Schattenstab in Abhängigkeit von der Jahreszeit (Deklination der Sonne) positioniert. Besonders beliebt ist, dass der Benutzer selbst als Schattenwerfer fungieren kann. Die Tageszeit wird als wahre Ortszeit vom Schnittpunkt des Stabschattens mit der elliptischen Skala angezeigt.

## Geschichte
Die älteste analemmatische Sonnenuhr befindet sich vor dem ehemaligen Kloster Brou bei Bourg-en-Bresse (Frankreich). Es ist möglich, dass diese Uhr am Anfang des 16. Jahrhunderts gleichzeitig mit dem Kloster errichtet wurde. Die Skala zur Aufstellung des Schattenstabes in Form einer Analemma-Schleife ist eine „technische Verfehlung“ und stammt vermutlich von einem späteren Restaurator, denn diese Skala ist prinzipiell eine Gerade.
Die erste bekannte theoretische Behandlung stammt vom französischen Mathematiker Jean-Louis Vaulezard in Traictè ou Usage du Quadrant analematique, Paris 1640, worin er sich auch als deren Erfinder ausgibt. Diese Form einer Sonnenuhr wurde auch vom englischen Astronomen Samuel Foster in seinem 1654 (posthum, denn gestorben 1652) erschienenen Werk Elliptical or Azimuthal Horologiography behandelt. Foster entwickelte auch eine Variante, die besser unter dem Namen des später lebenden Mathematikers Johann Heinrich Lambert bekannt ist.
Im 18. Jahrhundert gab es tragbare Doppelsonnenuhren aus einer analemmatischen und einer Uhr mit Polstab, die zur Orientierung keinen Kompass brauchen. Danach geriet aber die analemmatische Sonnenuhr in Vergessenheit. Heute findet man sie als beliebte Bodensonnenuhr, ausgeführt wie ihr altes Vorbild aus Brou, in vielen Parks und auf vielen öffentlichen Plätzen.

## Erklärung von Namen und Funktion

### Name: Analemmatische Sonnenuhr
Vaulezard war Mathematiker, der vorwiegend Geometrie betrieb. Seine Sonnenuhr muss als Anwendung der geometrischen Kurve Ellipse angesehen werden. Er nannte seine Konstruktionsmethode Annalemme, die schließlich zum Namen der erhaltenen Sonnenuhr wurde. Die Konstruktionsmethode ist das Analemma des Vitruv, der damit Himmelskreise in der Ebene als Ellipsen abbildete. Damals gab es den dafür passenden Begriff Orthogonalprojektion noch nicht.

### Name: Azimutale Sonnenuhr
Ein senkrechter Schattenstab zeigt auf horizontaler Ebene das Azimut der Sonne direkt an. Daraus folgt die Bezeichnung Azimutale Sonnenuhr als Oberbegriff für derart eingerichtete Sonnenuhren. Zu ihnen gehört neben der Analemmatischen Sonnenuhr auch die Sonnenuhren-Spinne. Wegen ihres häufigeren Vorkommens wird unter “der  Azimutalen Sonnenuhr” oft allein die Analemmatische Sonnenuhr verstanden.

### Funktion
Man kann den Aufbau und die Funktion einer analemmatischen Sonnenuhr aus einer ringförmigen Äquatorialsonnenuhr  herleiten.
Die Ellipse einer analemmatischen Bodensonnenuhr mit vertikalem Schattenstab ist die vertikale Parallelprojektion des äquatorialen Ringes. Aus dem fixen, erdachsparallelen Polstab der Äquatorialsonnenuhr wird der auf dem Boden in Abhängigkeit von der Jahreszeit aufzustellende Schattenstab. Der anzeigende Punkt auf der Ellipse ist der Schatten eines variablen Nodus, der im vertikalen Stab enthalten ist. Er steigt über den Tag in ihm bis zum Mittag auf, danach wieder zu seinem Fuß hinab. Der Stab zeigt nach oben zum in Näherung einen Tag lang wirksamen Nodus im Polstab der oben gedachten ringförmigen Äquatorialsonnenuhr. In deren Polstab wandert der Nodus nur übers Jahr hin und her. Dieser Wanderung entspricht die übers Jahr vorzunehmende Verschiebung des Stabes der analemmatischen Bodensonnenuhr entlang der Nord-Süd-Achse (Nebenachse der Ellipse). Die Sonne wird in einer analemmatischen Sonnenuhr im Gegensatz zu einer Sonnenuhr mit Polstab zweidimensional abgebildet.

## Varianten und geometrische Verallgemeinerung
So wie Vaulezard fanden andere Mathematiker aus rein geometrischen Überlegungen einige Varianten zur oben beschriebenen Sonnenuhr. Eine davon ist die heute auch wieder anzutreffende Sonnenuhr nach dem Engländer Samuel Foster und dem Elsässer Johann Heinrich Lambert. Bei ihr kann der Himmelsäquator oder der Ring einer Äquatorialen Sonnenuhr auch in Parallel-Projektion, aber nicht senkrecht auf eine horizontale Ebene abgebildet gedacht werden. Hat die Projektionsrichtung einen Winkel von (90°+φ) / 2 gegen den Nordpunkt des Horizonts oder (90°-φ) / 2 gegen den Südpunkt (φ = geografische Breite), entsteht anstatt einer Ellipse wieder ein Kreis. Bei einer entsprechenden Sonnenuhr sind die Stundenlinien wie auf einer ebenen Äquatorialsonnenuhr gleichmäßig verteilt. Der ebenfalls einzustellende Schattenstab hat die Schräge der Projektionsrichtung. Der Begriff Azimutale Sonnenuhr trifft nicht mehr zu, denn das inhärente Koordinatensystem ist um die Ost-West-Achse verdreht. Bei der nebenstehend abgebildeten Foster-Lambert-Sonnenuhr ist der Schattenstab nach Norden geneigt.
Die Ausführung nach Vaulezard hat als Reise-Sonnenuhr (Einnorden mit Kompass) mehrere Ellipsen (alle mit identischen Brennpunkten) auf dem Zifferblatt, die für verschiedene Breiten gelten. Sie ist als Sonnenkompass benutzbar, wenn man die Tageszeit kennt, und wurde zu diesem Zweck und unter dieser Bezeichnung in den Afrikafeldzügen beider Seiten des Zweiten Weltkrieges benutzt.
Eine umfassendere geometrische Verallgemeinerung ist, dass Himmelskreise oder ihre Entsprechungen in Sonnenuhren in irgendeiner Art auf die horizontale Ebene projiziert werden. Demzufolge gibt es sogenannte Astrolabische Sonnenuhren, bei denen die Stereografische Projektion verwendet wird, die auch dem Astrolabium zugrunde liegt. Historische Beispiele stammen vom Deutschen Peter Apian (1495–1552) und vom Engländer William Oughtred (1574–1660).